# R-108

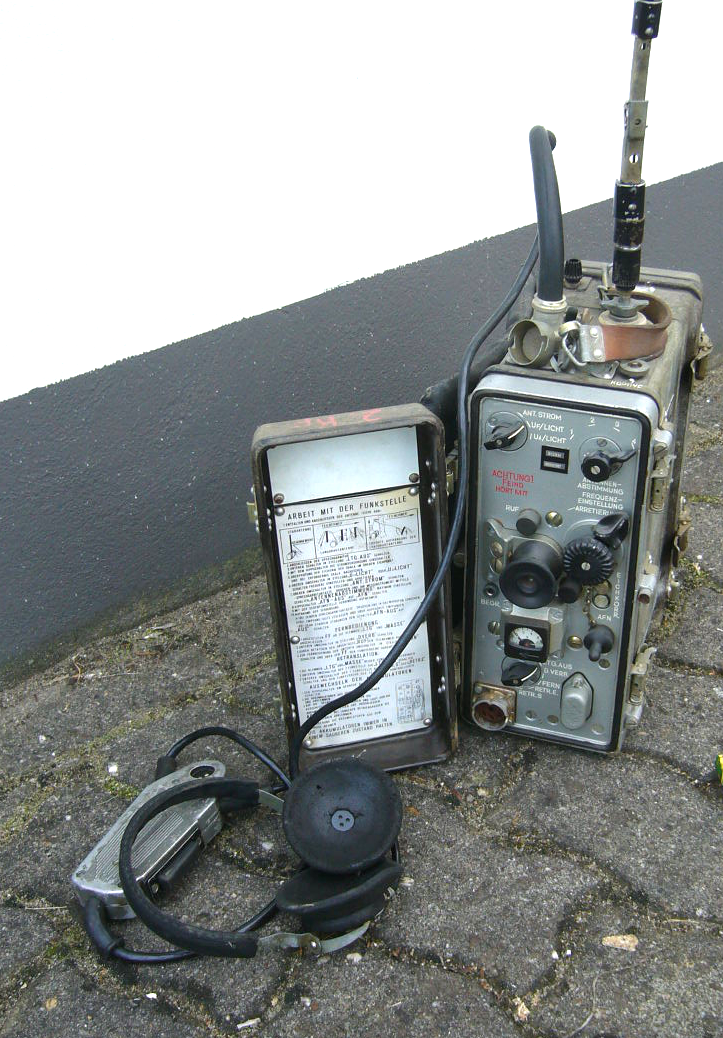
R-108M mit geöffnetem Deckel und Sprechgeschirr

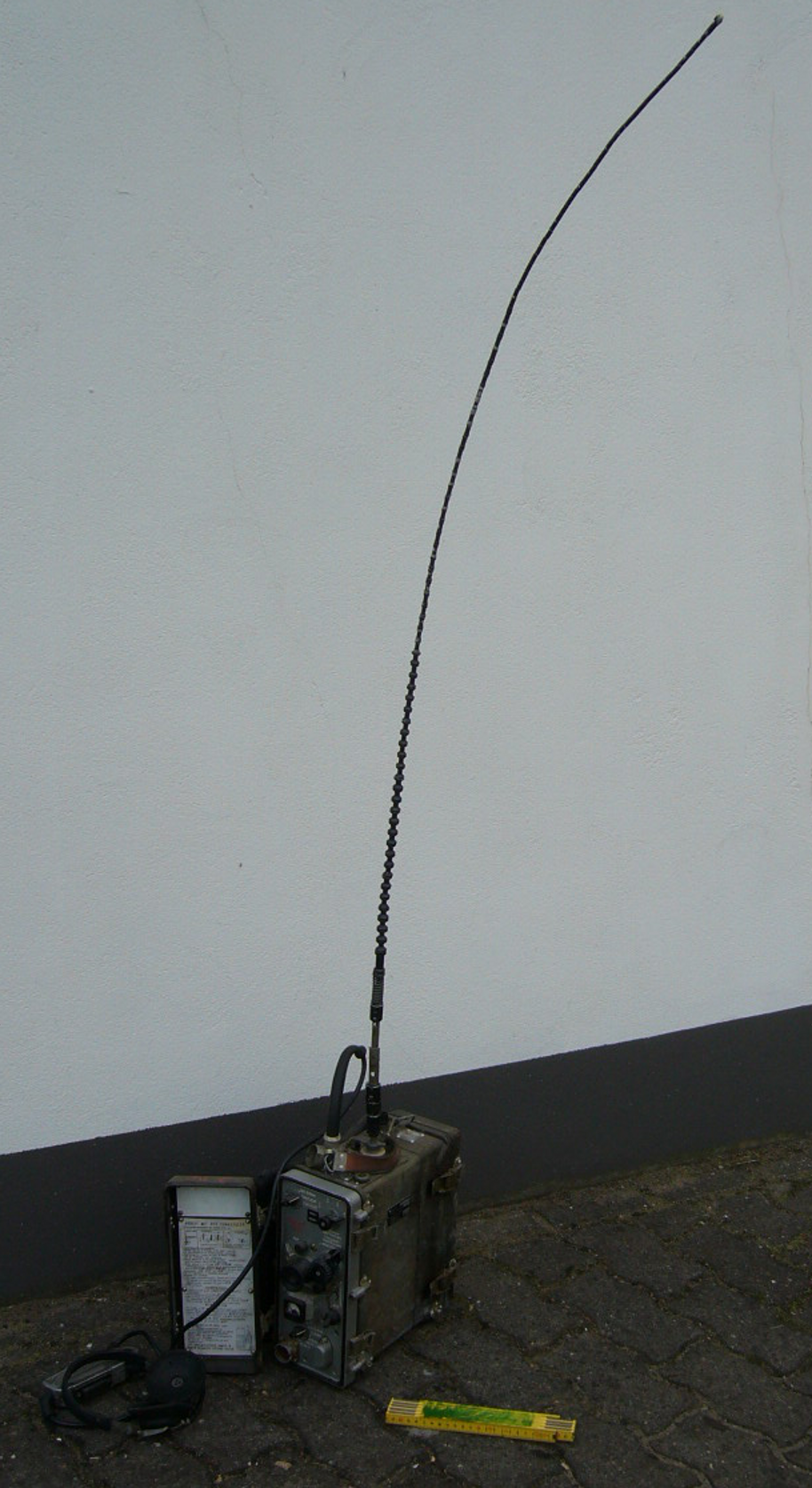
Funkgerät R-108M mit aufmontierter Kulikow-Antenne

Das R-108 ist ein sowjetisches Tournisterfunkgerät, das in großen Stückzahlen ab 1957 produziert wurde. Neben der Sowjetarmee setzten auch zahlreiche andere Streitkräfte, aber auch paramilitärische und zivile Organisationen dieses Funkgerät ein. Aufbau und Bedienelemente entsprechen den Funkgeräten R-105 bzw. R-109, von diesen unterscheidet sich das R-108 im Wesentlichen durch den nutzbaren Frequenzbereich.
Das R-108 dient zur Übertragung von Sprachinformationen. Es nutzt als Modulationsart die Schmalband-Frequenzmodulation (FM). Das Gerät kann im Frequenzbereich von 28 MHz bis 36,5 MHz kontinuierlich durchgestimmt werden. Neben dem Einsatz als Endgerät ist auch eine Nutzung als Relaisstation möglich.
Die Weiterentwicklung R-108M unterscheidet sich von der Ursprungsausführung R-108D durch eine geänderte Anordnung der Bedienelemente und vor allem durch verringerte Maße und Gewichte, allerdings sank auch die erzielbare Reichweite ab. Das Funkgerät kann sowohl in der Bewegung, von einer Person getragen, als auch stationär oder in Fahrzeugen eingerüstet betrieben werden. Das Gerät kann mit entsprechenden Sprechgarnituren oder Feldfernsprechern wie dem TA-57 fernbedient werden.

## Anwender
Das R-108 bzw. R-108M kam in vielen Führungsfahrzeugen und Funkgerätesätzen zum Einsatz. Mit dem Export dieser Fahrzeuge gelangte das Funkgerät auch in zahlreiche andere Streitkräfte. Daneben nutzten paramilitärische Organisationen wie die Gesellschaft für Sport und Technik der DDR oder die sowjetische DOSAAF das Funkgerät für die vormilitärische Ausbildung.

## Technische Daten
|                       | R-108D      | R-108M      | Bemerkung                                   |
| --------------------- | ----------- | ----------- | ------------------------------------------- |
| Frequenzbereich, MHz  | 28 – 36,5   | 28 – 36,5   | VHF-Truppenfunk                             |
| Sendeleistung, Watt   | 1           | 1           |                                             |
| Empfindlichkeit, µV   | 1,5         | 1,5         | bei einem Signal-Rausch-Verhältnis von 10:1 |
| Reichweite, km        | 10          | 6           | mit Kulikow-Antenne                         |
| Reichweite, km        | 30–40       | 25          | mit längeren Antennen, stationärer Betrieb  |
| Gewicht, kg           | 21          | 14          | arbeitsbereit                               |
| Gewicht, kg           | 46          | 40          | mit Transportkasten                         |
| Abmessungen, mm       | 365×385×230 | 310×325×170 |                                             |
| Temperaturbereich, °C | −40 bis +50 | −40 bis +50 |                                             |

Die Stromversorgung erfolgt mit Nickel-Cadmium-Akkumulatoren mit einer Nennspannung von 4,8 V. Zum Einsatz kommen die Batterietypen 2NKN-24 (2НКН-24) oder 2NKN-32 (2КН-32). Dabei sind je Gerät zwei Batteriesätze vorhanden. Bei einem Verhältnis zwischen Sende- und Empfangsbetrieb von 3:1 liegt die maximale Betriebszeit zwischen 12 und 17,5 Stunden je nach verwendetem Batterietyp. Beim R-108M kamen bei gleicher Nennspannung eine Batterie N-14 (Н-14) oder zwei Batterien 2NKP20 (2НКП-20) bzw. 2NKP-24 (2НКП-24) zum Einsatz. Damit verlängerte sich die Betriebszeit auf 12 bis 21 Stunden.
Zur Erhöhung der Reichweite kann an das R-108M der Leistungsverstärker UM-2 (усилитель мощности) angeschlossen werden. Im gleichen Gehäuse wie das R-108M aufgebaut, hat er eine Sendeleistung von 10 W.

## Trivia
Wegen der Schmalband-Frequenzmodulation und dem passenden Frequenzbereich, der das 10-Meter-Band abdeckt, kann das Gerät von Funkamateuren ohne technische Modifikationen direkt verwendet werden.